# 奥村栄政
奥村 栄政（おくむら はるまさ、天正18年（1590年） - 慶安5年8月14日（1652年9月16日））は、安土桃山時代から江戸時代前期にかけての武将。加賀藩年寄。加賀八家奥村宗家第3代当主。
父は前田家家老奥村栄明。母は山崎長徳の娘亀。正室は富田重政の娘。子は奥村栄清、奥村栄従、奥村栄張、奥村栄相、堀七兵衛室。通称玄蕃、河内。官位は従五位下河内守。
天正18年（1590年）、前田家家老奥村栄明の嫡男として、外祖父山崎長徳の居城放生津城で生まれる。慶長19年（1614年）、大坂冬の陣、慶長20年（1615年）の大坂夏の陣に父に従い出陣し先鋒を務める。元和6年（1620年）、父栄明の死去により家督と知行1万3650石を相続する。金沢城城代を務めた。元和9年（1623年）、藩主前田利常が将軍徳川秀忠に従って上洛した際に供をする。寛永3年（1626年）、利常の長女鶴姫が将軍徳川家光の養女として森忠広に嫁ぐこととなり、結納の儀式のために江戸に下向、江戸城で将軍家光と大御所秀忠に拝謁する。同年、藩主利常が将軍家光に従って上洛した際に供をし、後水尾天皇の二条城行幸に際して、大路の警護に当たる。寛永20年（1643年）11月、世子前田綱紀誕生の際に蟇目役を務めた。慶安5年（1652年）8月14日没。享年63。